# Logarytm iterowany

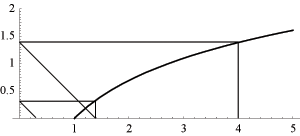
Wykres pokazujący, że iterowany logarytm z 4 (podstawa e) wynosi 2. Krzywa to log(n), a pozostałe linie podążają ścieżką iteracji.

Logarytm iterowany – funkcja używana głównie w teorii złożoności obliczeniowej, dziale informatyki.

## Definicja
Logarytm iterowany zdefiniowany jest jako liczba złożeń logarytmu potrzebnych do uzyskania liczby niewiększej od jedności:
{\displaystyle \log ^{*}n:={\begin{cases}0,&{\mbox{dla }}n\leqslant 1;\\1+\log ^{*}(\log n),&{\mbox{dla }}n>1.\end{cases}}}
Powszechnie definicję uściśla się poprzez użycie logarytmu dwójkowego. Jednak ponieważ w informatyce stosuje się notację dużego O, więc zwykle równie dobrze można zmienić podstawę logarytmu na inną większą od 1. Wynika to z tego, że logarytmy o różnych (większych niż 1) podstawach są wprost proporcjonalne (współczynnik proporcjonalności jest dodatni; jeśli {\displaystyle a>1} i {\displaystyle b>1,} to {\displaystyle \log _{a}c=\log _{a}b\cdot \log _{b}c,} gdzie liczba {\displaystyle \log _{a}b>0}).
Logarytm iterowany jest dobrze zdefiniowaną funkcją dla podstaw większych niż
{\displaystyle e^{1/e}\approx 1{,}444667.}
W przeciwnym razie wyrażenie może nie być zbieżne.

## Własności
Jest to funkcja bardzo wolno rosnąca, przykładowo dla wszystkich
{\displaystyle n\leqslant 2^{65536}=2^{2^{2^{2^{2}}}}}
wartość logarytmu iterowanego nie przekracza 5, a wiadomo, że {\displaystyle 2^{65536}>10^{19600}.} Z tego względu, dla większości zastosowań praktycznych wartość tej funkcji jest niewielka.